# Liste des matchs de l'équipe du Malawi de football par adversaire
Cette liste présente les matchs de l'équipe du Malawi de football par adversaire rencontré.
- Haut – A
- B
- C
- D
- E
- F
- G
- H
- I
- J
- K
- L
- M
- N
- O
- P
- Q
- R
- S
- T
- U
- V
- W
- X
- Y
- Z

## A

### Algérie
| Date            | Lieu                  | Match            | Score | Compétition                  |
| 22 juillet 1978 | Alger, Algérie        | Algérie - Malawi | 3-0   | Jeux africains               |
| 22 octobre 1978 | Lilongwe, Malawi      | Malawi - Algérie | 1-1   | amical                       |
| 24 octobre 1978 | Lilongwe, Malawi      | Malawi - Algérie | 2-1   | amical                       |
| 5 mars 1984     | Bouaké, Côte d'Ivoire | Algérie - Malawi | 3-0   | phase finale de la CAN       |
| 11 janvier 2010 | Luanda, Angola        | Malawi - Algérie | 3-0   | phase finale de la CAN       |
| 11 octobre 2014 | Blantyre, Malawi      | Malawi - Algérie | 0-2   | elim. phase finale de la CAN |

#### Bilan
- Total de matchs disputés : 6
- Victoires de l'équipe du Malawi : 2
- Victoires de l'équipe d'Algérie : 3
- Match nul : 1

### Angola
| Date            | Lieu            | Match           | Score         | Compétition                                 |
| 24 avril 1999   | Blantyre Malawi | Malawi - Angola | 1-2           | Match amical                                |
| 20 mai 2000     | Blantyre Malawi | Malawi - Angola | 0-0 (4-5 pen) | Match amical                                |
| 18 mai 2002     | Blantyre Malawi | Malawi - Angola | 2-1           | Match amical                                |
| 12 octobre 2002 | Lilongwe Malawi | Malawi - Angola | 1-0           | Qualifications pour la Coupe d'Afrique 2004 |
| 6 juillet 2003  | Luanda Angola   | Angola - Malawi | 5-1           | Qualifications pour la Coupe d'Afrique 2004 |

#### Bilan
- Total de matchs disputés : 5
- Victoires de l'équipe d'Angola : 2
- Victoires de l'équipe du Malawi : 2
- Match nul : 1

## C

### Comores

#### Confrontations
Confrontations entre le Malawi et les Comores :
|   | Date             | Lieu     | Match            | Score | Compétition                                                  |
| - | ---------------- | -------- | ---------------- | ----- | ------------------------------------------------------------ |
| 1 | 22 juillet 2008  | Secunda  | Comores - Malawi | 0-1   | Coupe COSAFA 2008 (gr. B)                                    |
| 2 | 10 juin 2017     | Lilongwe | Malawi - Comores | 1-0   | Qualifications à la Coupe d'Afrique des nations 2019 (gr. B) |
| 3 | 17 novembre 2018 | Moroni   | Comores - Malawi | 2-1   | Qualifications à la Coupe d'Afrique des nations 2019 (gr. B) |
| 4 | 4 juin 2019      | Durban   | Comores - Malawi | 1-2   | Coupe COSAFA 2019 (barrage pour la 5e place)                 |

#### Bilan
Au 16 juin 2019 :
- Total de matchs disputés : 4
- Victoires du Malawi : 3
- Matchs nuls : 0
- Victoires des Comores : 1
- Total de buts marqués par le Malawi : 5
- Total de buts marqués par les Comores : 3

## M

### Maroc
| Date             | Lieu             | Match          | Score | Compétition                                                      |
| ---------------- | ---------------- | -------------- | ----- | ---------------------------------------------------------------- |
| 2005             | Lilongwe Malawi  | Malawi - Maroc | 1-1   | Tours préliminaires à la Coupe du monde de football 2006         |
| 2005             | Maroc            | Maroc - Malawi | 4-1   | Tours préliminaires à la Coupe du monde de football 2006         |
| 2 septembre 2006 | Maroc            | Maroc - Malawi | 2-0   | Qualifications à la Coupe d'Afrique des nations de football 2008 |
| 16 juin 2007     | Malawi           | Malawi - Maroc | 0-1   | Qualifications à la Coupe d'Afrique des nations de football 2008 |
| 08.09.18         | Maroc            | Maroc - Malawi | 3-0   | Africa Cup of Nations Qualification                              |
| 22.03.19         | Malawi           | Malawi - Maroc | 0-0   | Africa Cup of Nations Qualification                              |
| 25.01.22         | Yaoundé Cameroun | Maroc - Malawi | 2-1   | CAN 2022                                                         |

#### Bilan
- Total de matchs disputés : 7
- Victoires de l'équipe du Maroc : 5
- Victoires de l'équipe du Malawi : 0
- Matchs nuls : 2

### Maurice
| Date            | Lieu              | Match            | Score | Compétition                                     |
| 6 juillet 1970  | Malawi            | Malawi - Maurice | 0-1   | Match amical                                    |
| 9 juillet 1970  | Malawi            | Malawi - Maurice | 0-0   | Match amical                                    |
| 24 octobre 1976 | Malawi            | Malawi - Maurice | 1-1   | Qualifications Coupe d'Afrique des nations 1978 |
| 28 janvier 1977 | Maurice           | Maurice - Malawi | 3-2   | Qualifications Coupe d'Afrique des nations 1978 |
| 24 janvier 1978 | Malawi            | Malawi - Maurice | 2-1   | Qualifications Jeux africains de 1978           |
| 15 juillet 1984 | Curepipe, Maurice | Maurice - Malawi | 0-1   | Qualifications Coupe du monde 1986              |
| 28 juillet 1984 | Lilongwe, Malawi  | Malawi - Maurice | 4-0   | Qualifications Coupe du monde 1986              |
| 6 octobre 1996  | Maurice           | Maurice - Malawi | 1-2   | Qualifications Coupe d'Afrique des nations 1998 |
| 21 juin 1997    | Malawi            | Malawi - Maurice | 3-2   | Qualifications Coupe d'Afrique des nations 1998 |

## S

### Sénégal
| Date            | Lieu      | Match            | Score | Compétition                       |
| 4 août 1987     | Nairobi   | Malawi - Sénégal | 2-0   | Jeux africains de 1987 (1er tour) |
| 18 Janvier 2022 | Bafoussam | Malawi - Sénégal | 0-0   | CAN 2022 (Groupe B)               |

#### Bilan
- Total de matchs disputés : 2
- Victoires de l'équipe du Malawi : 1
- Victoires de l'équipe du Sénégal : 0
- Match nul :1

### Sierra Leone

#### Confrontations
Confrontations entre la Sierra Leone et le Malawi :
|   | Date           | Lieu     | Match                 | Score | Compétition  |
| - | -------------- | -------- | --------------------- | ----- | ------------ |
| 1 | 8 juillet 1976 | Zomba    | Malawi - Sierra Leone | 4-2   | Match amical |
| 2 | 6 juillet 1978 | Lilongwe | Malawi - Sierra Leone | 5-0   | Match amical |
| 3 | 22 mars 2016   | Freetown | Sierra Leone - Malawi | 1-1   | Match amical |

#### Bilan
Au 22 avril 2019 :
- Total de matchs disputés : 3
- Victoires de la Sierra Leone : 0
- Matchs nuls : 1
- Victoires du Malawi : 2
- Total de buts marqués par la Sierra Leone : 3
- Total de buts marqués par le Malawi : 10

### Somalie

#### Confrontations
Confrontations entre la Somalie et le Malawi :
|   | Date             | Lieu     | Match            | Score | Compétition                                  |
| - | ---------------- | -------- | ---------------- | ----- | -------------------------------------------- |
| 1 | 3 novembre 1978  | Lilongwe | Malawi - Somalie | 3-1   | Coupe CECAFA des nations 1978 (en)(1er tour) |
| 2 | 17 novembre 1983 | Mombassa | Malawi - Somalie | 2-1   | Coupe CECAFA des nations 1983 (gr. B)        |
| 3 | 6 décembre 1984  | Mbale    | Malawi - Somalie | 1-0   | Coupe CECAFA des nations 1984 (gr. B)        |

#### Bilan
Au 4 mai 2019 :
- Total de matchs disputés : 3
- Victoires de la Somalie : 0
- Matchs nuls : 0
- Victoires du Malawi : 3
- Total de buts marqués par la Somalie : 2
- Total de buts marqués par le Malawi : 6

### Soudan du Sud

#### Confrontations
Confrontations entre le Malawi et le Soudan du Sud :
|   | Date             | Lieu      | Match                  | Score | Compétition                           |
| - | ---------------- | --------- | ---------------------- | ----- | ------------------------------------- |
| 1 | 27 novembre 2015 | Baher Dar | Soudan du Sud - Malawi | 2-0   | Coupe CECAFA des nations 2015 (gr. C) |

#### Bilan
Au 4 mai 2019 :
- Total de matchs disputés : 3
- Victoires du Malawi : 1
- Matchs nuls : 0
- Victoires du Soudan du Sud : 2
- Total de buts marqués par le Malawi : 2
- Total de buts marqués par le Soudan du Sud : 8